# Hoogovenstoernooi 1980
Het Hoogovenstoernooi 1980 was een schaaktoernooi dat plaatsvond in het Nederlandse Wijk aan Zee. Het werd gewonnen door Walter Browne en Yasser Seirawan.

## Eindstand
| Nr.   | Speler                 | Punten |
| ----- | ---------------------- | ------ |
| Goud  | Walter Browne          | 10     |
| Goud  | Yasser Seirawan        | 10     |
| Brons | Viktor Kortsjnoj       | 8½     |
| 4     | Jan Timman             | 7½     |
| 4     | Lev Alburt             | 7½     |
| 4     | Peter Biyiasas         | 7½     |
| 7     | Hans Ree               | 6½     |
| 7     | Robert Byrne           | 6½     |
| 9     | Jaime Sunye Neto       | 6      |
| 10    | Vlatko Kovačević       | 5½     |
| 11    | John van der Wiel      | 4½     |
| 12    | Hans Böhm              | 4      |
| 12    | Guðmundur Sigurjónsson | 4      |
| 14    | Gert Ligterink         | 3      |